# Пьотър Чаадаев
Пьотър Я̀ковлевич Чаада̀ев (на руски: Пётр Я́ковлевич Чаада́ев) е руски философ, публицист и военен. Автор е на осемте „Философски писма“, посветени на Русия и написани на френски език в периода от 1826 до 1831 година. Дълго време не срещат превод, вероятно поради критичността им към руското място в световната история и политика.

## Биография
Роден е на 27 май (7 юни – нов стил) 1794 госдина в Москва, Руската империя, в дворянското семейство на Наталия Михайловна (с моминско име Шчербатова) и Яков Чаадаев. Дядо му по майчина линия е известният историк княз Михаил Шчербатов.
През 1808 година започва да учи в Московския университет, където се запознава с Александър Грибоедов, Иван Якушкин и Николай Тургенев. Три години по-късно изоставя ученето и се записва в гвардията. На следващата година 1812 година участва във Френско-руската война.
Сдобива се с наблюдения от първа ръка за реакцията на цар Александър I спрямо бунт в Семьоновския полк, което вероятно води до оттеглянето му от военната служба през 1820 година. От 1823 до 1826 година пътува из Европа, като е извън Русия по време на декабристките вълнения, макар че е разпитван при връщането си относно връзките му с въстаниците. Тези връзки може би допринасят за неуспеха му да намери работа в новото правителство на Николай I.
През 40-те години Чаадаев е активен участник в московските литературни кръгове. Той се сприятелява с Александър Пушкин и е прототип за Чацки, главният герой в пиесата „От ума си тегли“ на Александър Грибоедов (1824).
Умира на 26 април 1856 година в Москва.